# Honda Tadatsugu
Honda Tadatsugu est un nom japonais traditionnel ; le nom de famille (ou le nom d'école), Honda, précède donc le prénom (ou le nom d'artiste).
Honda Tadatsugu (本多 忠次, 1547-1612) est un samouraï de l'époque Azuchi Momoyama au service du clan Tokugawa.

## Source
- (en) Cet article est partiellement ou en totalité issu de l’article de Wikipédia en anglais intitulé « Honda Tadatsugu » (voir la liste des auteurs).